# AVN Awards - Performer

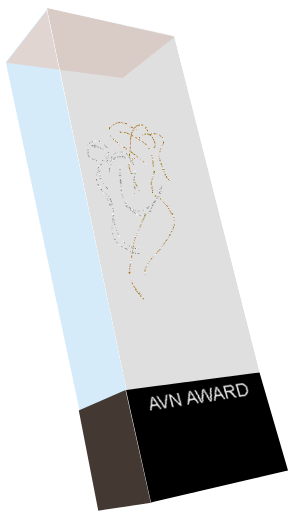
Trofeo degli "AVN Awards"

Gli AVN Performer Awards sono i premi cinematografici, presentati e sponsorizzati dalla rivista AVN, che premiano i singoli attori e attrici pornografici che si ritiene abbiano espresso le migliori performance pornografiche dell'anno. Sono suddivisi in varie categorie:
- Female Performer of the Year
- Male Performer of the Year
- Female Foreign Performer of the Year
- Male Foreign Performer of the Year
- Best New Starlet
- Best New Foreign Starlet
- Best Male Newcomer

- Best Actress
- Best Actor
- Best Supporting Actress
- Best Supporting Actor
- Best Leading Actress
- Best Leading Actor

- All-Girl Performer of the Year
- MILF Performer of the Year
- Niche Performer of the Year
- Transgender Performer of the Year
- Best Non-Sex Performance
- Best Solo/Tease Performace

## Edizioni
| Premio                               | Anno | Vincitore 2021    | Vincitore 2022             | Vincitore 2023 | Vincitore 2024 |
| ------------------------------------ | ---- | ----------------- | -------------------------- | -------------- | -------------- |
| Female Performer of the Year         | 1993 | Emily Willis      | Gianna Dior                | Kira Noir      | Vanna Bardot   |
| Male Performer of the Year           | 1993 | Small Hands       | Tommy Pistol               | Seth Gamble    | Isiah Maxwell  |
| Female Foreign Performer of the Year | 2003 | Cléa Gaultier     | Little Caprice             | Little Caprice | Cherry Kiss    |
| Male Foreign Performer of the Year   | 2003 | Rocco Siffredi    | Alberto Blanco             | Danny D        | Vince Karter   |
| Best New Starlet                     | 1984 | Scarlit Scandal   | Blake Blossom              | Charly Summer  | Chanel Camryn  |
| Best New Foreign Starlet             | 2020 | Eva Elfie         | Romy Indy                  | Little Dragon  | Rika Fane      |
| Best Male Newcomer                   | 2003 | Alex Mack         | Anton Harden               | Lucky Fate     | Hollywood Cash |
| Best Trans Newcomer                  | 2022 | Non assegnato     | Jade Venus                 | Brittney Kade  | Leilani Li     |
| Best Actress                         | 1984 | Angela White      | Lacy Lennon                | Blake Blossom  | Maitland Ward  |
| Best Actor                           | 1984 | Tommy Pistol      | Tommy Pistol               | Tommy Pistol   | Tommy Pistol   |
| Best Supporting Actress              | 1984 | Kira Noir         | Kira Noir                  | Kira Noir      | Victoria Voxxx |
| Best Supporting Actor                | 1984 | Xander Corvus     | Tommy Pistol               | Tommy Pistol   | Danny D        |
| Best Leading Actress                 | 2020 | Maitland Ward     | Kenna James                | Maitland Ward  | Kira Noir      |
| Best Leading Actor                   | 2020 | Seth Gamble       | Tommy Pistol               | Seth Gamble    | Tommy Pistol   |
| Best Thespian - Trans/X              | 2021 | Non assegnato     | Casey Kisses               | Ariel Demure   | Daisy Taylor   |
| All-Girl Performer of the Year       | 2014 | Charlotte Stokely | Serene Siren               | Aidra Fox      | Amirah Adara   |
| MILF Performer of the Year           | 2009 | Cherie DeVille    | Alexis Fawx                | Cherie DeVille | Penny Barber   |
| Niche Performer of the Year          | 2018 | Karla Lane        | Daisy Ducati               | Daisy Ducati   | Dante Colle    |
| Transgender Performer of the Year    | 2004 | Aubrey Kate       | Casey Kisses               | Emma Rose      | Emma Rose      |
| Best Non-Sex Performance             | 1989 | Angela White      | Derrick Pierce             | Misty Stone    | Julia Ann      |
| Best Solo/Tease Performace           | 1990 | Vanna Bardot      | Angela White Gabbie Carter | Angela White   | Blake Blossom  |